# Europapokal der Pokalsieger (Handball) 2003/04
Am EHF-Europapokal der Pokalsieger 2003/04 nahmen 44 Handball-Vereinsmannschaften teil, die sich in der vorangegangenen Saison in ihren Heimatländern im Pokalwettbewerb für den Wettbewerb qualifizieren konnten oder aus der Champions League 03/04 ausgeschieden waren. Es war die 29. Austragung des Pokalsiegerwettbewerbs. Die Pokalspiele begannen am 13. September 2003, das Rückrundenfinale fand am 24. April 2004 statt. Titelverteidiger des EHF-Europapokal der Pokalsieger war der spanische Verein Ciudad Real. Der Titelgewinner in der Saison war der spanische Verein Portland San Antonio.

## 1. Runde
Es nahmen acht Teams teil, die sich vorher für den Wettbewerb qualifiziert haben.

Die Hinspiele fanden am 13./14./19. September 2003 statt. Die Rückspiele fanden am 20./21. September 2003 statt.
|                     | Gesamt  |                              | Hinspiel          | Rückspiel         |
| ------------------- | ------- | ---------------------------- | ----------------- | ----------------- |
| De Groot Groep/E&O  | 48 : 47 | Pirin-94 Gotse Delchev Sofia | 25 : 20 (09 : 07) | 23 : 27 (10 : 13) |
| HC Berchem          | 62 : 40 | C.S. Baracuda Handbal        | 30 : 16 (15 : 05) | 32 : 24 (10 : 14) |
| Cankaya Bel. Ankara | 76 : 62 | Latsia Nicosia               | 36 : 25 (19 : 11) | 40 : 37 (22 : 17) |
| Kutaisi - Kutaisi   | 41 : 69 | Polva Serviti                | 19 : 38 (09 : 17) | 22 : 31 (11 : 17) |

## 2. Runde
Es nahmen die 4 Sieger der 1. Runde und weiter 28 Teams, die sich vorher für den Wettbewerb qualifiziert haben, teil.

Die Hinspiele fanden am 11./12./17./18. Oktober 2003 statt. Die Rückspiele fanden am 12./13./14./18./19. Oktober 2003 statt.
|                              | Gesamt    |                              | Hinspiel          | Rückspiel         |
| ---------------------------- | --------- | ---------------------------- | ----------------- | ----------------- |
| Portovik Yuzhny              | 43 : 38   | Csömör KSK                   | 24 : 20 (12 : 11) | 19 : 18 (11 : 11) |
| Cankaya Be. Ankara           | 64 : 56   | RK Umag                      | 33 : 28 (17 : 13) | 31 : 28 (16 : 14) |
| RK Velenje                   | 65 : 54   | Initia H.C. Hasselt          | 33 : 28 (16 : 11) | 32 : 26 (17 : 09) |
| De Groot Groep/E&O           | 54 : 54 1 | RK "Pelister" Bitola         | 31 : 25 (16 : 09) | 23 : 29 (11 : 16) |
| Polva Serviti                | 39 : 55   | TUSEM Essen                  | 17 : 32 (07 : 16) | 22 : 23 (10 : 09) |
| GOG Gudme                    | 72 : 41   | A.S. Ionikos Athens          | 34 : 19 (17 : 09) | 38 : 22 (18 : 13) |
| "Stepan R.N." St. Petersburg | 41 : 42   | Kopavogs Handknattleiksfelag | 23 : 22 (13 : 12) | 18 : 20 (08 : 12) |
| A1 Bregenz HB                | 53 : 49   | Wisla Plock SSA              | 27 : 22 (10 : 11) | 26 : 27 (11 : 12) |
| US Créteil Handball          | 55 : 36   | Sviesa-Savanoris Vilnius     | 27 : 17 (13 : 08) | 28 : 19 (15 : 08) |
| Sporting C.P. Lisboa         | 63 : 42   | HC Berchem                   | 31 : 20 (15 : 13) | 32 : 22 (16 : 09) |
| Maccabi Rishon Le Zion       | 48 : 60   | Stavanger Handball           | 20 : 34 (10 : 16) | 28 : 26 (14 : 16) |
| BM Valladolid                | 60 : 45   | Grasshopper-Club Zürich      | 40 : 21 (20 : 08) | 20 : 24 (12 : 11) |
| SSV Forst Brixen Despar      | 60 : 70   | HK Drott Halmstad            | 32 : 36 (11 : 14) | 28 : 34 (13 : 15) |
| SKA Minsk                    | 47 : 62   | Portland San Antonio         | 27 : 33 (15 : 19) | 20 : 29 (09 : 14) |
| Dennis Turku                 | 53 : 59   | Steaua Bukarest              | 32 : 28 (15 : 16) | 21 : 31 (12 : 15) |
| HC "Sloga" Doboj             | 61 : 62   | Lovcen Osiguranje Cetinje    | 27 : 29 (11 : 18) | 34 : 33 (14 : 16) |

## 3. Runde
Es nahmen die 16 Sieger der 2. Runde teil.

Die Hinspiele fanden am 8./9./14./15. November 2003 statt. Die Rückspiele fanden am 15./16. November 2003 statt.
|                      | Gesamt  |                              | Hinspiel          | Rückspiel         |
| -------------------- | ------- | ---------------------------- | ----------------- | ----------------- |
| Portland San Antonio | 54 : 50 | GOG Gudme                    | 26 : 24 (10 : 12) | 28 : 26 (13 : 10) |
| Portovik Yuzhny      | 46 : 52 | Sporting C.P. Lisboa         | 25 : 27 (13 : 11) | 21 : 25 (10 : 15) |
| Stavanger Handball   | 54 : 69 | CBM Valladolid               | 26 : 38 (17 : 19) | 28 : 31 (13 : 18) |
| RK "Pelister" Bitola | 43 : 66 | RK Velenje                   | 21 : 32 (11 : 19) | 22 : 34 (06 : 17) |
| A1 Bregenz HB        | 38 : 43 | US Créteil Handball          | 22 : 24 (14 : 12) | 16 : 19 (09 : 10) |
| TUSEM Essen          | 58 : 40 | Steaua Bukarest              | 29 : 23 (15 : 11) | 29 : 17 (17 : 09) |
| HK Drott Halmstad    | 54 : 50 | Kopavogs Handknattleiksfelag | 31 : 25 (16 : 12) | 23 : 25 (10 : 14) |
| Cankaya Be. Ankara   | 41 : 38 | Lovcen Osiguranje Cetinje    | 20 : 20 (12 : 10) | 21 : 18 (10 : 09) |

## Achtelfinale
Es nahmen die acht Sieger der 3. Runde und die acht Drittplatzierten der Champions-League-Gruppenphase teil.

Die Hinspiele fanden am 13./14. Dezember 2003 statt. Die Rückspiele fanden am 15./20./21. Dezember 2003 statt.
|                      | Gesamt  |                      | Hinspiel          | Rückspiel         |
| -------------------- | ------- | -------------------- | ----------------- | ----------------- |
| Sporting C.P. Lisboa | 58 : 54 | Redbergslids IK      | 29 : 19 (17 : 11) | 29 : 35 (12 : 19) |
| CBM Valladolid       | 61 : 60 | Medwedi Tschechow    | 39 : 32 (23 : 16) | 22 : 28 (11 : 14) |
| HK Drott Halmstad    | 48 : 44 | HC Baník Karviná     | 26 : 21 (10 : 14) | 22 : 23 (09 : 13) |
| US Créteil Handball  | 54 : 53 | Haukar Hafnarfjördur | 30 : 28 (13 : 12) | 24 : 25 (10 : 15) |
| RK Partizan Belgrad  | 47 : 57 | Portland San Antonio | 24 : 26 (13 : 14) | 23 : 31 (09 : 15) |
| Cakaya Bel. Ankarad  | 55 : 62 | Sandefjord TIF       | 26 : 30 (12 : 12) | 29 : 32 (14 : 17) |
| KS "Vive" Kielce     | 46 : 49 | RK Velenje           | 25 : 25 (12 : 13) | 21 : 24 (07 : 12) |
| TUSEM Essen          | 48 : 41 | ZTR Zaporozhye       | 24 : 19 (09 : 06) | 24 : 22 (15 : 10) |

## Viertelfinale
Es nahmen die acht Sieger aus dem Achtelfinale teil.

Die Hinspiele fanden am 14./15. Februar 2004 statt. Die Rückspiele fanden am 21./22. Februar 2004 statt.
| Mannschaft 1         | Mannschaft 2         | Hinspiel             | Rückspiel            | Gesamt   |
| -------------------- | -------------------- | -------------------- | -------------------- | -------- |
| US Créteil Handball  | Portland San Antonio | 15.02. So. 19:00 Uhr | 21.02. Sa. 16:45 Uhr | 46 : 49  |
| US Créteil Handball  | Portland San Antonio | 26 : 23 (15 : 10)    | 20 : 26 (11 : 17)    | 46 : 49  |
| HK Drott Halmstad    | TUSEM Essen          | 14.02. Sa. 16:00 Uhr | 22.02. So. 17:00 Uhr | 48 : 50  |
| HK Drott Halmstad    | TUSEM Essen          | 27 : 24 (16 : 12)    | 21 : 26 (11 : 15)    | 48 : 50  |
| Sporting C.P. Lisboa | RK Velenje           | 14.02. Sa. 17:30 Uhr | 21.02. Sa. 19:00 Uhr | 59 : 59* |
| Sporting C.P. Lisboa | RK Velenje           | 33 : 27 (17 : 14)    | 26 : 32 (11 : 16)    | 59 : 59* |
| CBM Valladolid       | Sandefjord TIF       | 15.02. So. 12:30 Uhr | 22.02. So. 18:00 Uhr | 77 : 57  |
| CBM Valladolid       | Sandefjord TIF       | 45 : 22 (21 : 11)    | 32 : 35 (13 : 16)    | 77 : 57  |

* RK Velenje qualifizierte sich aufgrund der Auswärtstorregel für die nächste Runde.

## Halbfinale
Es nahmen die vier Sieger aus dem Viertelfinale teil.

Die Hinspiele fanden am 13./14. März 2004 statt. Die Rückspiele fanden am 14./20. März 2004 statt.
| Mannschaft 1   | Mannschaft 2         | Hinspiel             | Rückspiel            | Gesamt  |
| -------------- | -------------------- | -------------------- | -------------------- | ------- |
| CBM Valladolid | RK Velenje           | 13.03. Sa. 18:00 Uhr | 14.03. So. 15:00 Uhr | 64 : 58 |
| CBM Valladolid | RK Velenje           | 34 : 32 (19 : 18)    | 30 : 26 (15 : 14)    | 64 : 58 |
| TUSEM Essen    | Portland San Antonio | 14.03. So. 16:00 Uhr | 20.03. Sa. 17:15 Uhr | 59 : 63 |
| TUSEM Essen    | Portland San Antonio | 27 : 25 (13 : 12)    | 32 : 38 (11 : 19)    | 59 : 63 |

## Finale
Es nahmen die zwei Sieger aus dem Halbfinale teil.

Das Hinspiel fand am 17. April 2004 statt. Das Rückspiel fand am 24. April 2004 statt.
| Mannschaft 1   | Mannschaft 2         | Hinspiel             | Rückspiel            | Gesamt  |
| -------------- | -------------------- | -------------------- | -------------------- | ------- |
| CBM Valladolid | Portland San Antonio | 17.04. Sa. 18:00 Uhr | 24.04. Sa. 17:00 Uhr | 56 : 61 |
| CBM Valladolid | Portland San Antonio | 30 : 31 (17 : 18)    | 26 : 30 (14 : 17)    | 56 : 61 |

### CBM Valladolid – Portland San Antonio30: 31 (17: 18)
17. April 2004 in Valladolid, Polideportivo Huerta del Rey, 7.700 Zuschauer.
Keine Torschützenstatistik vorhanden!
Schiedsrichter:  Stefan Arnaldsson & Gunnar Vidarsson
Quelle: Spielbericht

### Portland San Antonio – CBM Valladolid30: 26 (17: 14)
24. April 2004 in Pamplona, Universitario de Navarra, 3.500 Zuschauer.
Keine Torschützenstatistik vorhanden!
Schiedsrichter:  Peter Hansson & Peter Olsson
Quelle: Spielbericht